# Wassili Jaroslawowitsch Golowanow

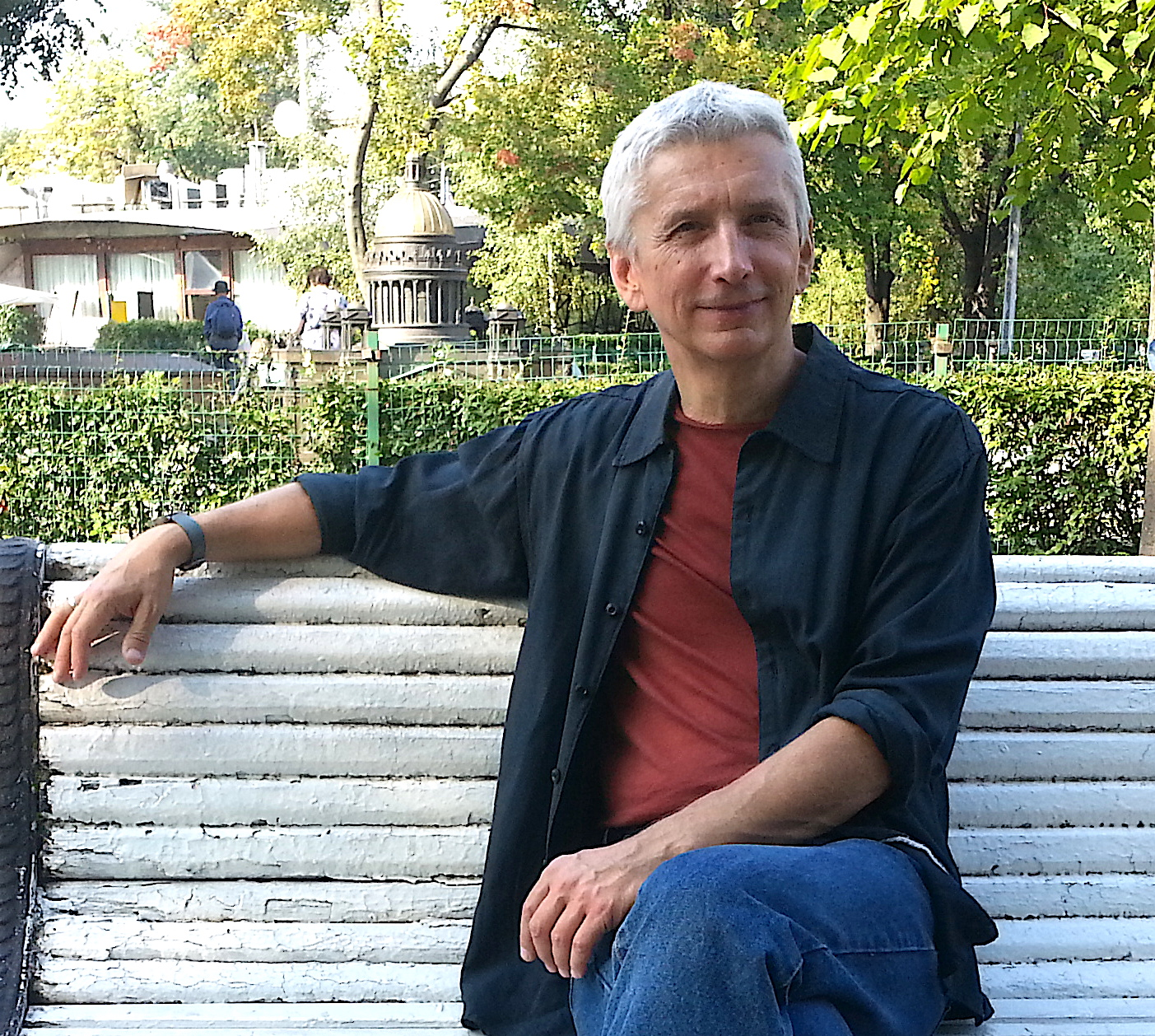
Wassili Golowanow (2018)

Wassili Jaroslawowitsch Golowanow (russisch Васи́лий Яросла́вович Голова́нов; * 23. Dezember 1960 in Moskau; † 13. April 2021) war ein russischer Schriftsteller, Journalist und Fotograf. Seine Reportagen verbinden mit einer von Golowanow selbst so genannten „Geopoesie“ Landschaftsschilderungen, Kulturgeschichte und die subjektiven Erfahrungen des Autors auf Reisen in schwer zugängliche Gegenden; so zum Beispiel in die Steppengebiete ums Kaspische Meer, auf die Inseln im sibirischen Polarmeer, nach Kamtschatka und in die früher gesperrten Gebiete der Sowjetunion.

## Leben
Golowanow studierte an der Journalistischen Fakultät der Universität Moskau. 1997 erschien seine Studie über Nestor Machno, den anarchistischen Revolutionsführer. 1989 hatte Golowanow einen Aufsatz in der Literaturnaja gaseta veröffentlicht, der als Beginn einer Rehabilitierung und Neubewertung von Machnos Rolle in der Russischen Revolution gilt.

## Werke
- Die Insel oder Rechtfertigung des sinnlosen Reisens. Matthes & Seitz, Berlin 2012, ISBN 978-3-88221-994-4
- Das Buch vom Kaspischen Meer. Matthes & Seitz, Berlin 2019, ISBN 978-3-95757-700-9